# استمثال (رياضيات)
الاستمثال في الرياضيات اختيار العنصر الأمثل من بين مجموعة ممكنات مرشّحة للاختيار. وتُصاغ المسألة على أساس تعظيم دالة الهدف أو تقليص دالة التكلفة.

## التعريب
يُعرف أيضا باصطلاحات متفاوتة منها أمثلية أو مفاضلية أو تحسين أو أمثلة بفتح الثاء.

## الشرح
إذا كان لدينا: دالة رياضية f : A {\displaystyle \to } R من مجموعة A إلى مجموعة الأعداد الحقيقية.
فإنه لدينا: عنصر {\displaystyle {\mathcal {}}x_{0}} في A بحيث أن
{\displaystyle {\mathcal {}}f(x_{0})\leq f(x)}
من أجل جميع قيم {\displaystyle {\mathcal {}}x} في المجموعة A (تقليص minimization) أو بحيث أن {\displaystyle {\mathcal {}}f(x_{0})\geq f(x)} من أجل جميع قيم {\displaystyle {\mathcal {}}x} في المجموعة A (تعظيم maximization).
مثل هذه الصياغة ندعوها أحيانا: برنامج رياضي وهو مصطلح لا يشترط الارتباط ببرمجة الحاسب، لكنه يبقى مستخدما في مجالات مثل البرمجة الخطية، فائدة هذا الحقل الدراسي تكمن في قدرته على نمذجة العديد من المسائل النظرية والواقعية أيضا.
A تؤلف مجموعة جزئية ما من الفضاء الإقليدي Rn, غالبا ما حدد عن طريق مجموعة من المقيدات  constraints, أو المعادلات أو المتراجحات التي يجب أن تحققها عناصر A.
عناصر A تدعى حلولا محتملة أو مُرشّحة، والدالة f تدعى دالة الهدف أو دالة التكلفة. الحل المحتمل الذي يقوم تعظيم دالة الهدف أو تقليص دالة التكلفة (حسب الغالية المرادة) يعتبر الحل الأمثل (أي الأفضل أو الأحسن).
نطاق الدالة f : وهو A يدعى فضاء البحث، في حين تدعى عناصر A الحلول المرشحة.
بشكل عام، يكون هناك عدة نهايات صغرى محلية local minima ونهايات عظمى محلية maxima، حيث تعرف النهاية الصغرى المحلية {\displaystyle \mathbf {x} ^{*}} على انها نقطة تحقق : من أجل بعض القيم {\displaystyle {\mathcal {}}\delta >0} وجميع قيم {\displaystyle \mathbf {x} } التي تحقق :
{\displaystyle \|\mathbf {x} -\mathbf {x} ^{*}\|\leq \delta };
تكون الصيغة التالية محققة:
{\displaystyle f(\mathbf {x} ^{*})\leq f(\mathbf {x} )}
هذا يعني أنه على أي نطاق كروي محيط ب {\displaystyle \mathbf {x} ^{*}} تكون جميع قيم الدالة أكبر أو تساوي قيمة الدالة في هذه النقطة (هذا مفهوم النهاية الصغرى).
بشكل مشابه يمكننا تعريف النهاية العظمى.